# Stanisław Waligóra
Stanisław Waligóra – pułkownik Sił Zbrojnych Polskiej Rzeczypospolitej Ludowej, dowódca 3 Brygady Radiotechnicznej (1981-1987)

## Życiorys
W 1953 ukończył Oficerską Szkołę Łączności. W 1955 odbył kurs w Oficerskiej Szkole Radiotechnicznej. W latach 1955–1957 był dowódcą stacji radiolokacyjnej w 22 samodzielnym batalionie radiotechnicznym. W roku 1960 został zastępcą dowódcy 22 samodzielnego batalionu radiotechnicznego ds. radiolokacji. W 1966 ukończył  kurs systemu „Wozduch” (w ZSRR). W latach 1967–1968 i 1971–1974 był szefem sztabu – zastępcą dowódcy w 17 pułku radiotechnicznym Wojsk Obrony Powietrznej Kraju. W 1971 ukończył studia w Akademii Sztabu Generalnego WP. W latach 1974–1978 był starszym pomocnikiem szefa sztabu brygady ds. operacyjno-szkoleniowych, a następnie szefem sztabu 3 Brygady Radiotechnicznej. W latach 1981–1987 był dowódcą 3 Brygady Radiotechnicznej. Zwolniony z zawodowej służby wojskowej i przeniesiony w stan spoczynku w 1987 roku. 

## Wybrane odznaczenia
- Krzyż Kawalerski Orderu Odrodzenia Polski
- Złoty Krzyż Zasługi
- Złoty Medal „Siły Zbrojne w Służbie Ojczyzny”
- Złoty Medal „Za zasługi dla obronności kraju”